# Verbeekita
La verbeekita és un mineral de la classe dels sulfurs. Rep el nom en honor del Dr. Theodore Verbeek (Kinrooi, Bèlgica, 27 de setembre de 1927 - Toronto, 20 d'abril de 1991), pel seu treball sobre la mineralització de seleni i pal·ladi del dipòsit de Musonoi.

## Característiques
La verbeekita és un sulfur de fórmula química PdSe₂. Va ser aprovada com a espècie vàlida per l'Associació Mineralògica Internacional l'any 2001. Cristal·litza en el sistema monoclínic. La seva duresa a l'escala de Mohs és 5,5.
Segons la classificació de Nickel-Strunz, la verbeekita pertany a «02.EA: Sulfurs metàl·lics, M:S = 1:2, amb Cu, Ag, Au» juntament amb els següents minerals: silvanita, calaverita, kostovita, krennerita, berndtita, kitkaïta, melonita, merenskyita, moncheïta, shuangfengita, sudovikovita, drysdal·lita, jordisita, molibdenita i tungstenita.

## Formació i jaciments
Va ser descoberta a la mina Musonoi, situada a la localitat de Kolwezi, dins el districte homònim de la regió de Lualaba, a la República Democràtica del Congo. Posteriorment també ha estat descrita a Torquay (Anglaterra). Es tracta dels dos únics indrets a tot el planeta on ha estat descrita aquesta espècie mineral.